# خنافس اللحاء الحقيقية
خنافس اللحاء الحقيقية (الاسم العلمي: Scolytini) (بالإنجليزية: Typical Bark Beetles)‏ هي قبيلة من الحشرات تتبع فصيلة السوسية الحقيقية من رتبة غمديات الأجنحة.

## تحت قبائل خنافس اللحاء الحقيقية
- خنافس اللحاء
  - خنفساء القلف